# Iargara
Iargara (în germană Jargara) este un oraș în Raionul Leova, Republica Moldova.

## Istorie
Orașul Iargara își începe istoria în anul 1902 când este construită o stație de cale ferată pe traseul Basarabeasca-Prut. Treptat, în jurul gării încep să se construiască case de locuit, astfel punându-se baza orașului.
După al doilea război mondial Iargara capătă conturul unei localități industriale. Astfel în anul 1948 aici este organizată o stație de mașini și tractoare. Mai târziu se dezvoltă gospodăria forestieră mecanizată, asociația de producție agrară a industriei vinicole, elevatorul pentru cereale. Datorită amplasării sale reușite și existenței căilor de comunicație Iargara în prezent continuă să fie un nod industrial și de comunicare important în sud-vestul republicii.

## Geografie

### Amplasare
Orașul Iargara este amplasat la sud-vestul Republicii Moldova, pe malul râului Tigheci, la o distanță de 100 km. de capitala țării Chișinău și la 25 km de centrul administrativ Leova.

### Resurse naturale
Fondul funciar al orașului Iargara constituie 2.704 ha, dintre care cea mai mare pondere revine terenurilor cu destinație agricolă care ocupă 1.512 ha sau circa 60% din toată suprafața orașului. Bonitatea medie a terenurilor agricole este 68. Fondul acvatic al orașului este constituit de râul Tigheci și trei lacuri cu o suprafață totală de 12,8 ha.

## Demografie

### Structura etnică
Structura etnică a orașului conform recensământului populației din 2004:
| Grup etnic                                               | Populație | % Procentaj  |
| -------------------------------------------------------- | --------- | ------------ |
| Băștinași declarați Moldoveni Băștinași declarați Români | 3,117 46  | 71.10% 1.05% |
| Bulgari                                                  | 643       | 14.66%       |
| Ruși                                                     | 247       | 5.63%        |
| Ucraineni                                                | 181       | 4.12%        |
| Găgăuzi                                                  | 117       | 2.67%        |
| Alții                                                    | 32        |              |
| Total                                                    | 4,384     | 100%         |

## Administrație și politică
Componența Consiliului local Iargara (13 consilieri), ales la 5 noiembrie 2023, este următoarea:
|  | Partid                                       | Consilieri | Componență | Componență | Componență | Componență | Componență | Componență | Componență | Componență |
|  | -------------------------------------------- | ---------- | ---------- | ---------- | ---------- | ---------- | ---------- | ---------- | ---------- | ---------- |
|  | Liga Orașelor și Comunelor                   | 8          |            |            |            |            |            |            |            |            |
|  | Partidul Socialiștilor din Republica Moldova | 3          |            |            |            |            |            |            |            |            |
|  | Partidul Acțiune și Solidaritate             | 1          |            |            |            |            |            |            |            |            |
|  | Partidul „Renaștere”                         | 1          |            |            |            |            |            |            |            |            |

## Economie
În ultimii ani a crescut considerabil numărul agenților care activează în localitate, în mare măsură datorită persoanelor care activează în baza patentei de întreprinzător. În prezent, în oraș își desfășoară activitatea circa 750 agenți economici dintre care peste 90% sunt deținători de patente. În oraș este dezvoltată industria vinului la „Cristi” S.R.L. producția și prelucrarea lemnului efectuată de către gospodăria silvică „Iargara”. Din 1944 în oraș activează societatea pe acțiuni „Elevatorul Iargara”, care prestează servicii agricole. Întreprinderea are 44 de angajați și cifra de afaceri anuală este de peste 1,4 mln. lei.

### Finanțele publice locale
Bugetul local a înregistrat o creștere continuă în ultimii ani, însă cea mai pronunțată a avut loc în anul 2002, când bugetul a crescut de 1,67 ori față de anul precedent și a constituit 1,6 mln. lei. O altă caracteristică notorie este ponderea relativ mică a transferurilor în structura veniturilor publice locale. În anul 2002 ele au constituit circa 496 mii lei sau 30% din totalul veniturilor contra 37% în anul precedent. Ponderea relativ redusă a transferurilor indică un grad relativ înalt al potențialului economic, iar diminuarea este condiționată de înviorarea economiei locale.
Structura cheltuielilor publice locale în anul 2002 față de anul precedent s-a îmbunătățit considerabil. Astfel dacă în anul precedent pentru educație s-au utilizat 71,3% din bugetul local, atunci în anul de referință – doar 58%, iar în valoare absolută cifra a crescut. Această diminuare în structură s-a produs datorită faptului că în anul 2002 au fost cheltuiți peste 138 mii lei pentru construcția și întreținerea drumurilor, pe când în anul precedent aceste cheltuieli au lipsit complet.

## Infrastructură
În localitate sunt 55 km de drumuri, 10 km din care sunt drumuri de importanță națională și constituie drumuri cu acoperire rigidă. Restul 45 km e drumuri sunt de importanță locală. Aprovizionarea cu apă a celor 2.132 de case din localitate se efectuează în baza a 2 fântâni arteziene și 245 de fântâni simple. Din numărul total de case și apartamente 950 sunt telefonizate. Orașul are un grad de telefonizare de 16,7%. Orașul dispune de un nod de cale ferată.

### Stația de cale ferată Iargara
În anul 1934, conform mersul trenurilor oficial al Căilor Ferate Române, prin stația Iargara circula trenul de pasageri nr. 849/850 de pe linia nr. 111 Bârlad – Basarabeasca. Durata călătoriei de la Bârlad până la Iargara era de 4 ore și 31 de minute, iar de la Iargara până la Basarabeasca — 3 ore și 16 minute. Trenul nr. 849 sosea în Iargara din direcția Bârlad la ora 08:48 dimineața, zilnic, iar trenul nr. 850 pleca din Iargara spre Basarabeasca la ora 08:59. Acest fapt confirmă că stația asigura un serviciu regulat de transport feroviar de pasageri în perioada interbelică și făcea parte din rețeaua feroviară de stat a României.

## Social
Populația or. Iargara este de 5.700 persoane, dintre care moldovenii constituie 76,7%, bulgarii 14,7%. Restul 8,6% sunt găgăuzi, ruși, ucraineni și reprezentanții altor naționalități. Populația în vârsta aptă de muncă constituie 3.030 persoane. Cea mai mare parte a populației active este ocupată în gospodăria casnică –1.150 persoane și agricultură – 950 persoane. 
În localitate funcționează 2 instituții preșcolare, o școală medie în care învață 125 elevi și un liceu în care învață 650 elevi. 
Sistemul de ocrotire a sănătății este asigurat de un punct medical cu felcer și moașe, un centru al medicilor de familie în care lucrează 6 medici și 21 personal medical mediu, o stație de salvare și 2 farmacii.

## Orașe înfrățite
- Mizil, județul Prahova, România